# Ted Phillips
Ted Phillips (Gromford, 1933. augusztus 21. – 2018. január 9.) angol labdarúgó, csatár.

## Pályafutása
A Leiston csapatában kezdte a labdarúgást. 1953 és 1964 között az Ipswich Town játékosa volt. Az 1955–56-os idényben kölcsönben a Stowmarket Town együttesében szerepelt. Az Ipswich Town-nal 1956–57-ben a harmadosztályban, 1960–61-ben a másodosztályban lett bajnok. Az 1961–62-es idényben az élvonalban is bajnokok lettek. 1964–65-ben a Leyton Orient, 1965-ben a Luton Town, 1965–66-ban a Colchester United labdarúgója volt. 1966–67-ben a máltai Floriana csapatánál játékos-edzőként tevékenykedett. Ezt követően játszott még a Chelmsford City és a Long Melford együtteseiben mielőtt visszavonult az aktív játéktól.

## Sikerei, díjai
Ipswich Town
- Angol bajnokság (First Division)
  - bajnok: 1961–62
- Angol bajnokság – másodosztály (Second Division)
  - bajnok: 1960–61
- Angol bajnokság – harmadosztály dél (Third Division South)
  - bajnok: 1956–57